# 威廉·坎貝爾 (商業執行長)
威廉·坎貝爾（英語：William V. Campbell，1940年8月31日—2016年4月18日），暱稱比爾·坎貝爾（Bill Campbell），是美國Intuit公司的董事會主席和前任首席執行官，也是蘋果公司的董事會成員。他曾擔任蘋果公司的行銷副總裁，以及GO Corporation的首席執行官。

## 早年生活與職業
坎貝爾出生於賓州匹兹堡附近的荷姆斯特，父母為當地學校職員。他1959年進入哥倫比亞大學就讀，期間曾參加入美式足球校隊，隨後在1962年畢業取得經濟學士。他在1964年取得哥伦比亚大学教育学院碩士學位。坎貝爾曾在1974年至1979年間擔任哥倫比亞大學美式足球校隊的總教練。在此之前他曾在波士顿学院擔任過六年的助理。坎貝爾的妻子曾是哥倫比亞大學部宿舍的副舍長。
坎貝爾曾在智威湯遜廣告公司就職，接著轉任柯達公司負責歐洲底片事業的運作。約翰·斯卡利延攬坎貝爾進入蘋果公司，他成為了該公司的行銷副總裁，並接管蘋果的Claris軟體分部。當斯卡利拒絕讓Claris成為一間獨立的公司時，坎貝爾和Claris大多數的主管決定離職。當史蒂夫·賈伯斯在1997年再度回歸蘋果公司後，坎貝爾加入成為董事會中的一員。
坎貝爾接著成為新創平板電腦作業系統公司GO Corporation的首席執行官。在1993年成功將GO賣給美国电话电报公司後，1994年至1998年期間坎貝爾轉任軟體公司Intuit的首席執行官。
坎貝爾是多間科技公司的顧問，並在2005年當選成為哥倫比亞大學董事會（Board of Trustees）的主席。
根據美國有線電視新聞網，坎貝爾在2008年的身價達到兩億美元。

## 資料來源
1. ↑  .   [2016-04-19]. （原始内容存档于2016-04-18）.
2. ↑  . 富比士.   [2008-02-11]. （原始内容存档于2008-10-20）.
3. ↑  . Intuit.   [2014-02-16]. （原始内容存档于2012-11-03）.
4. ↑  Reingold, Jennifer. . CNN. 2008-07-21  [2014-02-16]. （原始内容存档于2021-02-27）.

## 外部連結
- 執行官簡歷：比爾·坎貝爾（页面存档备份，存于）（Intuit）
- From Morningside Heights to Silicon Valley （页面存档备份，存于）（紐約時報關於坎貝爾的報導）
- V. Campbell[永久] （哥倫比亞大學董事會）